# Anthologiefilm
Een anthologiefilm (ook omnibusfilm of porte-manteau genoemd) is een film die uit een anthologie bestaat. In plaats van één doorlopend verhaal bestaan zulke films uit verschillende korte films, vaak enkel bij elkaar gehouden door één bepaald thema, voorwendsel of een korte connectie die alles aan elkaar linkt.

## Definiëring
De segmenten in anthologiefilms kunnen door één regisseur worden gedraaid (Everything You Always Wanted to Know About Sex* (*But Were Afraid to Ask) (1972) door Woody Allen), maar ook door verschillende tegelijk (Twilight Zone: The Movie uit 1982, met bijdragen van Steven Spielberg, Joe Dante, John Landis en George Miller). Anthologiefilms zijn dikwijls een handige manier om verschillende korte films (Paris, je t'aime uit 2003), muzikale optredens en/of videoclips (The Great Rock 'n' Roll Swindle uit 1979), sketches (And Now for Something Completely Different uit 1971) of ander beeldmateriaal dat te kort is om op zichzelf een ganse film te vullen te overkoepelen. De onderlinge films kunnen een lopende draad volgen die mogelijk aan het einde van de film voor een ontknoping zorgt, bijvoorbeeld door alle personages uit de segmenten bij elkaar te laten komen in een finale. Andere anthologiefilms houden dan weer geen onderling verband met elkaar. Ze hadden dus evengoed in een totaal andere volgorde of film na elkaar kunnen worden gezet.

## Soorten
Er zijn verschillende soorten anthologiefilms:
- Rond een bepaald thema (Faces of Death uit 1978 toont verschillende zogenaamde authentieke gruwelijke filmbeelden, waarvan velen in scène werden gezet.)
- Rond een bepaalde locatie (New York Stories uit 1989 toont drie korte films van verschillende filmregisseurs die zich allen in New York afspelen.)
- Rond een bepaald personage (Four Rooms uit 1995 gaat over een piccolo in een hotel die in vier verschillende kamers vier verschillende bizarre gebeurtenissen meemaakt. Elk segment is onderverdeeld als een hoofdstuk.)
- Rond een bepaalde persoon (Moonwalker uit 1988 combineert diverse videoclips en concertfragmenten rond popzanger Michael Jackson met een verhaaltje waarin hij zelf de hoofdrol speelt.)
- Rond een bepaald object (Le Violon rouge uit 1998 volgt de verschillende eigenaars van een viool doorheen de eeuwen.)
- Rond een bepaald genre (Fantasia uit 1940 brengt verschillende korte animatiefilms waarin niet gesproken wordt en beroemde klassieke muziek-composities de actie bepalen.)
- Rond bepaalde levensfasen (Monty Python's The Meaning of Life uit 1983 is een sketchfilm waarin bijna elke sketch een facet uit het menselijk leven toont, zoals geboorte, school en dood.)

## Verschil met andere genres
Een anthologiefilm wordt weleens verward met een compilatiefilm. Alhoewel sommige compilatiefilms ook anthologiefilms kunnen zijn is dit niet altijd het geval. Een compilatiefilm brengt immers per definitie archiefmateriaal, terwijl een anthologiefilm ook nieuwe segmenten kan tonen.
Films waarin verhaallijnen tussen verschillende personages via flashbacks, flashforwards, alternatieve versies van het hetzelfde verhaal enz. worden getoond wordt doorgaans niet tot de anthologiefilms gerekend. Ook films als Short Cuts (1993), Pulp Fiction (1994), Amores perros (2000) en Cloud Atlas (2012) die een non-lineaire chronologie volgen en op het eerste gezicht hierdoor ook afzonderlijke verhaaltjes lijken te zijn, terwijl ze op het einde juist in een groter verband samenvallen zijn geen anthologiefilms. Dit soort films wordt eerder ensemblefilm of mozaïekfilm genoemd.